# Parlem
Parlem, cuyo nombre legal es Parlem Telecom Companyia de Telecomunicacions S.A., es una operadora móvil virtual con sede en Barcelona constituida en julio de 2014 y fundada por el ingeniero de telecomunicaciones Ernest Pérez-Mas, ejecutivo y principal accionista. Fue presentada el 23 de octubre de 2014 y comenzó a operar el 27 de noviembre del mismo año. Actualmente ofrece servicios de telefonía móvil e internet 3G, ADSL, telefonía fija y fibra óptica y prepara servicios de contenidos audiovisuales para el 2016. Parlem hace conexión a la red móvil de Orange a través de MásMóvil, uno de sus inversores, mientras que la conexión a ADSL la hace a través de Jazztel, y la conexión de fibra a través de diferentes cablera según la zona.

## Historia
Ernest Pérez-Mas trabajaba en la Mobile World Capital y era accionista de Evolution, una empresa mayorista de tráfico telefónico. La idea de crear Parlem aparece durante la manifestación del 11 de septiembre de 2012 donde percibió que había un fenómeno social creciente. Semanas más tarde, cuando asistía a la feria sobre telefonía en Madrid, constató que no había ningún operador catalán. Su plan de negocio era mirarse con la trayectoria de la cervecera Moritz (entrar en un mercado saturado y con competidores establecidos y muy grandes) y hacerse un lugar basándose en el valor añadido. Entre sus accionistas se encuentra la familia Carandell, antiguos propietarios de la Fundición Dúctil Benito.
Con la situación mencionada anteriormente, se crea el programa Embajadores, vinculando así el lanzamiento de Parlem en un fenómeno social. La primera llamada de la compañía la realizan Xavier Trias, alcalde de Barcelona, y Ernest Pérez-Mas, y el 27 de noviembre de 2014, la compañía comienza a operar, ofreciendo servicios de telefonía móvil para particulares como operador móvil virtual y también servicios de telefonía móvil, telefonía fija y de banda ancha para empresas.
En solo dos semanas de funcionamiento, la empresa logró la cifra de 1.500 clientes. Parlem tiene el objetivo de llegar a los 600.000 clientes el 2019, pero no logró el objetivo parcial en su primer año.
Estuvo presente en la edición de 2015 del Mobile World Congress, con una acción de street marketing que contó con la colaboración de una representación de los pilotos catalanes en la prueba automovilística del Rally Dakar Toni Bou, Isaac Viñales, Rosa Romero y Jordi Tarrés y Carles Mas y de Obdulio Herrera, el motorista anónimo de la edición 2014.
La empresa cerró el 2014 con casi unos 200.000 euros de facturación, y en 2015 con poco más de 600.00 euros. Sin embargo, en 2014 tuvo unos resultados negativos de cerca de 800.000 euros y en 2015 de más de un millón de euros. En 2016 continuó con un plan de expansión y una ampliación de capital, con el objetivo de facturar dos millones de euros y 25 mil clientes en 2016 y 11 millones de facturación en 2017.
El 22 de junio de 2021, Parlem salió a bolsa en el BME Growth con una subida al cierre del mercado del 26,1%.

## Accionistas
Entre los socios de la operadora hay Inveready, MásMóvil, Ona Capital, de los mismos propietarios que el Grupo Bon Preu y Carandell, además de FonYou Telecom y el propio consejero delegado, Ernest Pérez-Mas.
Accionistas actuales:
- XX% Ola Capital Privado
- XX% Reos Tarragona Business Angels